# صدای آن قفل را در بیاور
صدای آن قفل را در بیاور (انگلیسی: Rattle That Lock) چهارمین آلبوم استودیویی موسیقیدان بریتانیایی، دیوید گیلمور است که در ۱۸ سپتامبر ۲۰۱۵ منتشر شد. گیلمور در سپتامبر و اکتبر ۲۰۱۵ در اروپا و پس از آن، در مارس و آوریل ۲۰۱۶ در ایالات متحده و کانادا تورهای کوتاهی بر اساس این آلبوم برگزار خواهد کرد. جلد آلبوم توسط دیوید استنزبی و به یاری اوبری پاول طراحی شده که از اواخر دهه ۶۰ میلادی با پینک فلوید و دیوید گیلمور همکاری می‌کند.

## فهرست آهنگ‌ها
| شماره | نام                       | مدت  |
| ----- | ------------------------- | ---- |
| ۱.    | «۵ صبح»                   | nil  |
| ۲.    | «صدای آن قفل را در بیاور» | ۵:۰۱ |
| ۳.    | «چهره‌هایی از سنگ»         | nil  |
| ۴.    | «قایقی که منتظر است»      | nil  |
| ۵.    | «رقصیدن درست در جلوی من»  | nil  |
| ۶.    | «در هر زبان»              | ۶:۴۶ |
| ۷.    | «زیبایی»                  | nil  |
| ۸.    | «دختری با لباس زرد»       | nil  |
| ۹.    | «امروز»                   | nil  |
| ۱۰.   | «و آینده...»              | nil  |

## دست‌اندرکاران
- دیوید گیلمور: خواننده، گیتارها، سمپل‌ها
- استیو دی‌استانیلاو: درامز
- میکا پاریس: خواننده پس زمینه
- لوسی مارشال: خواننده پس زمینه
- گروه کر لیبرتی